# Wyszkowo (Lelkowo)
Wyszkowo (deutsch Hohenfürst) ist ein Dorf im Nordwesten der polnischen Woiwodschaft Ermland-Masuren und gehört zur Landgemeinde Lelkowo (Lichtenfeld) im Powiat Braniewski (Kreis Braunsberg).

## Geographische Lage
Wyszkowo liegt zehn Kilometer südlich der Staatsgrenze zwischen der polnischen Woiwodschaft Ermland-Masuren und der russischen Oblast Kaliningrad (Gebiet Königsberg (Preußen)). Sechs Kilometer weiter südlich verlaufen die Woiwodschaftsstraße 507, und neun Kilometer weiter östlich die Woiwodschaftsstraße 510 (ehemalige deutsche Reichsstraße 126). Bahnanschluss besteht über Wysoka Braniewska (Hogendorf) an der Bahnstrecke Braniewo–Olsztyn Gutkowo von Braniewo (Braunsberg) nach Gutkowo (Göttkendorf) zur Weiterfahrt nach Olsztyn (Allenstein).

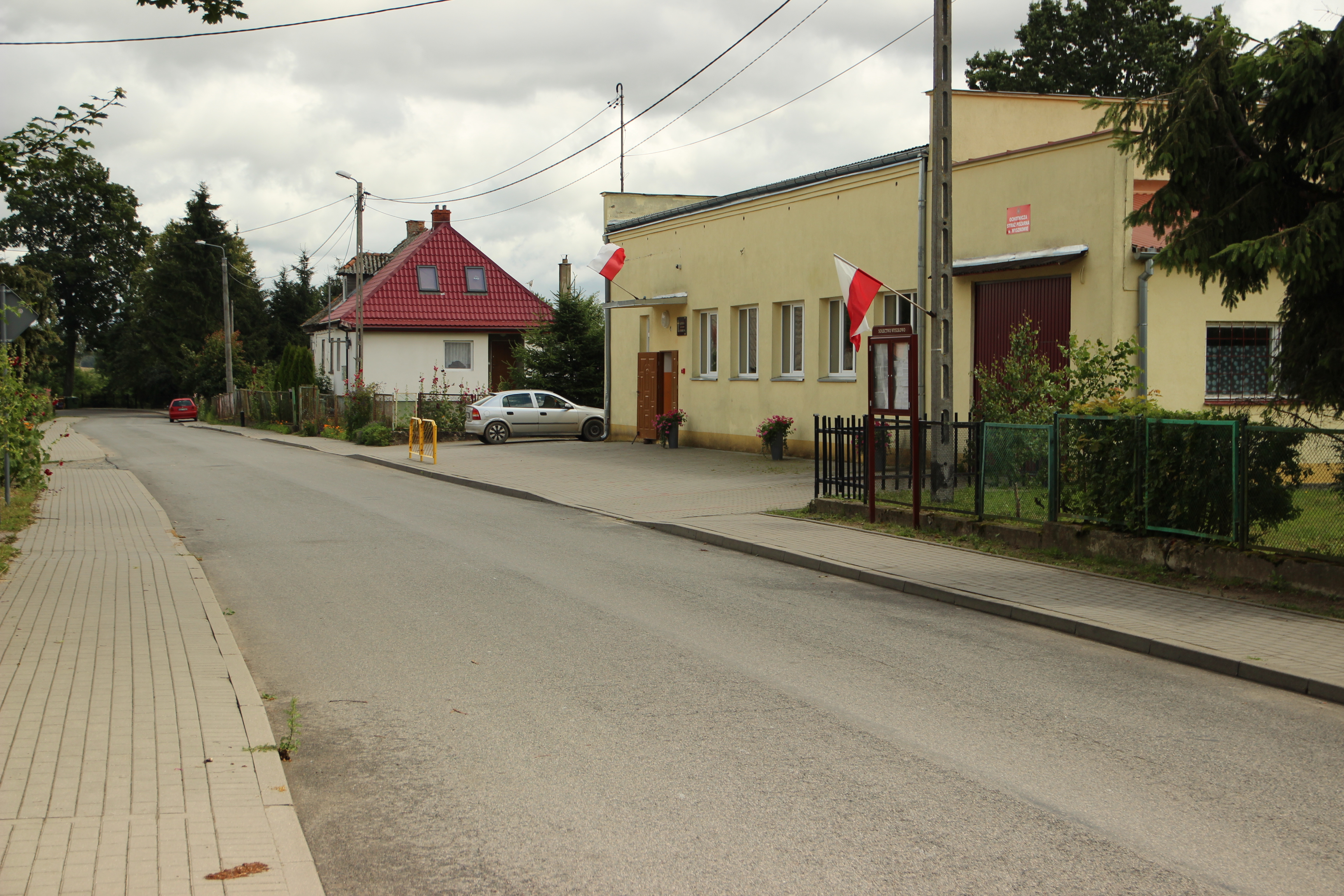
Ortszentrum von Wyszkowo

## Ortsname
Die deutsche Ortsbezeichnung Hohenfürst (auf älteren Karten auch Hoenfirst genannt) leitet sich ab von „Hogeforste“ = Hochwald, was darauf hindeutet, dass die neue Siedlung auf Waldgelände entstand.

## Geschichte
Am 3. Mai 1332 erhielt der Lokator vom Komtur von Balga (heute russisch: Wesjoloje), Heinrich von Muren, die Handfeste für die Ansiedlung von Bauern. Er wurde auch der erste Schultheiß des damals Hohenfürst genannten Ortes. Leid und Zerstörungen erfuhr Hohenfürst im Städtekrieg (1454–1466) sowie im Reiterkrieg (1519–1521), so dass 1533 nur noch vier Bauernstellen im Dorf besetzt waren.
In der Folgezeit nahm Hohenfürst mehrfachen Schaden durch kriegerische Auseinandersetzungen und Epidemien: die Große Pest (1709), die „rote Ruhr“ (1736/37), die Pocken (1757), sowie Ruhr und Typhus 1807 forderten viele Opfer. Die französischen Soldaten raubten 1807 zudem noch die Kirchenkasse, und Pfarrer Neri blieb nur durch glückliche Fügung am Leben.
Mit Wirkung vom 11. Juni 1874 wurde ein Amtsbezirk mit Sitz in Hohenfürst im ostpreußischen Kreis Heiligenbeil gebildet, in den anfangs zehn Nachbarorte eingegliedert waren:
| Deutsche Name                                 | Polnischer Name | Anmerkungen                                                       |
| --------------------------------------------- | --------------- | ----------------------------------------------------------------- |
| Bönkenwalde                                   | Bieńkowo        |                                                                   |
| Friedrichshof                                 | Siekiera        | 1928 nach Lüdtkenfürst eingemeindet                               |
| Gottesgnade                                   | Strzeszkowo     | zr Landgemeinde Groß Hasselberg                                   |
| Groß Hasselberg (Land- gemeinde)              | Krzekoty        |                                                                   |
| Groß Hasselberg (Gutsbezirk)                  |                 | 1910 in die neue Landgemeinde Neu Hasselberg umgewandelt          |
| Groß Lüdtkenfürst 1928 bis 1945: Lüdtkenfürst | Lutklowo        | 1928 in die Landgemeinde Lüdtkenfrüst umgewandelt                 |
| Hohenfürst                                    | Wyszkowo        |                                                                   |
| Klein Hasselberg                              | Krzekotki       | 1928 nach Neu Hasselberg, 1938 nach Groß Hasselberg eingegliedert |
| Klein Lüdtkenfürst                            | Lutkówko        | 1928 nach Lüdtkenfürst eingemeindet                               |
| Rauschbach                                    | Rusewo          |                                                                   |

Aufgrund von Eingemeindungen und Strukturveränderungen bestand 1945 der Amtsbezirk Hohenfürst noch aus den fünf Landgemeinden Bönkenwalde, Groß Hasselberg, Hohenfürst, Lüdtkenfürst und Rauschbach.
Im Jahre 1910 zählte Hohenfürst 487 Einwohner. Ihre Zahl sank bis 1933 auf 409 und betrug 1939 noch 404.

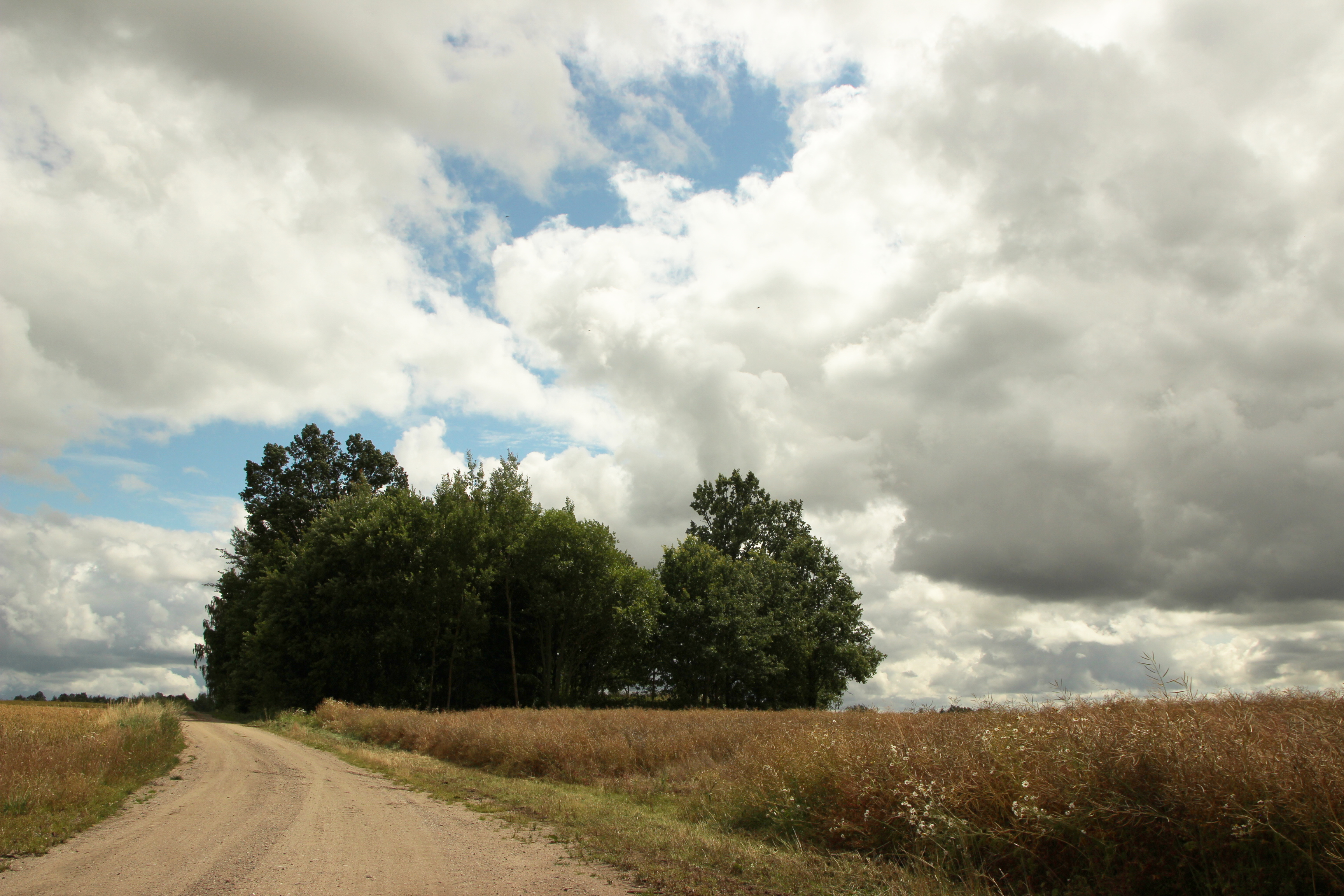
Alter Friedhof Hohenfürst

Vor 1945 gehörte Hohenfürst zum Landkreis Heiligenbeil (heute russisch Mamonowo) im Regierungsbezirk Königsberg in der preußischen Provinz Ostpreußen. 1945 wurde Hohenfürst unter dem Namen Wyszkowo polnisch. 1975 bis 1998 war das Dorf Teil der Woiwodschaft Elbląg. Heute ist das Dorf Teil der Gmina Lelkowo im Powiat Braniewski in der Woiwodschaft Ermland-Masuren und hat 384 Einwohner (2010).

## Kirche
In vorreformatorischer Zeit gab es in Hohenfürst eine Kirche, die noch aus der Ordenszeit stammte.

### Evangelisch
Pfarrkirche
Eine Pfarrkirche in Hohenfürst wurde nach Abriss der alten Kirche 1706 neu erbaut. Es handelte sich um einen turmlosen Backsteinbau mit polygonalem Chorschluss. An den Längsseiten standen Emporen, und die bemalte Holzdecke wurde 1932 mit einer massiven Decke überzogen. Die Ausstattung war einheitlich barock, Altar, Kanzel, Beichtstuhl und Taufengel stammten aus der Zeit zwischen 1710 und 1720. Die Orgel stammte von 1708, wurde 1847 durch den Insterburger Orgelbauer George Adam Neppert umgebaut und 1881 ersetzt.
Im abseits stehenden Glockenstuhl erklang eine Glocke von 1870, eine zweite von 1404 soll 1536 auf Veranlassung Herzog Albrechts vom benachbarten Hasselberg nach Hohenfürst überführt worden sein.
Kirchengemeinde
Hohenfürst war Sitz eines evangelischen Pfarramtes, das seit der Reformation lutherisch besetzt war. Bis 1945 gehörte das  Kirchspiel Hohenfürst zum Kirchenkreis Heiligenbeil (heute russisch: Mamonowo) in der Kirchenprovinz Ostpreußen der Kirche der Altpreußischen Union. Das Kirchspiel zählte zuletzt nahezu 1480 Gemeindeglieder, die in 12 Orten wohnten, von denen drei Schulorte waren:
Kirchspielorte
- Bönkenwalde * (heute polnisch: Bieńkowo)
- Friedrichshof (Siekiera)
- Gottesgnade (Strzeszkowo)
- Groß Hasselberg * (Krzekoty)
- (Groß) Lüdtkenfürst (Lutkowo),
mit Glückauf (Szczodrak)
- Hohenfürst * (Wyszkowo)
- Klein Hasselberg (Krzekotki)
- Klein Lüdtkenfürst (Lutkówko)
- Neu Hasselberg (Krzekotkowo)
- Rauschbach (Rusewo)
- Schäferhof[Anm 1]
- Schöneberg (Działy)

Pfarrer
Zwischen 1521 und 1945 amtierten in Hohenfürst als evangelische Geistliche:
- Georg David, 1521–1573
- Marcus Schwilling, 1573–1607
- Michael Hube d. Ä., 1607–1638
- Michael Hube d. J., 1633–1676
- Gottfried Rakau, 1674–1719
- Georg Friedrich Thilo, 1715–1764
- Johann Jacob Siebert, 16761–1785
- Friedrich Stephan Neri, 1786–1812
- Theodor David Lenski, 1812–1818
- Johann Kasemir Ferdinand Krieger, 1818–1847
- Louis Friedrich Peters[Anm 2], 1848–1861
- Adolf Rogge, 1861–1868
- Ad. Alex. Rudolf Zaabel, 1869–1889

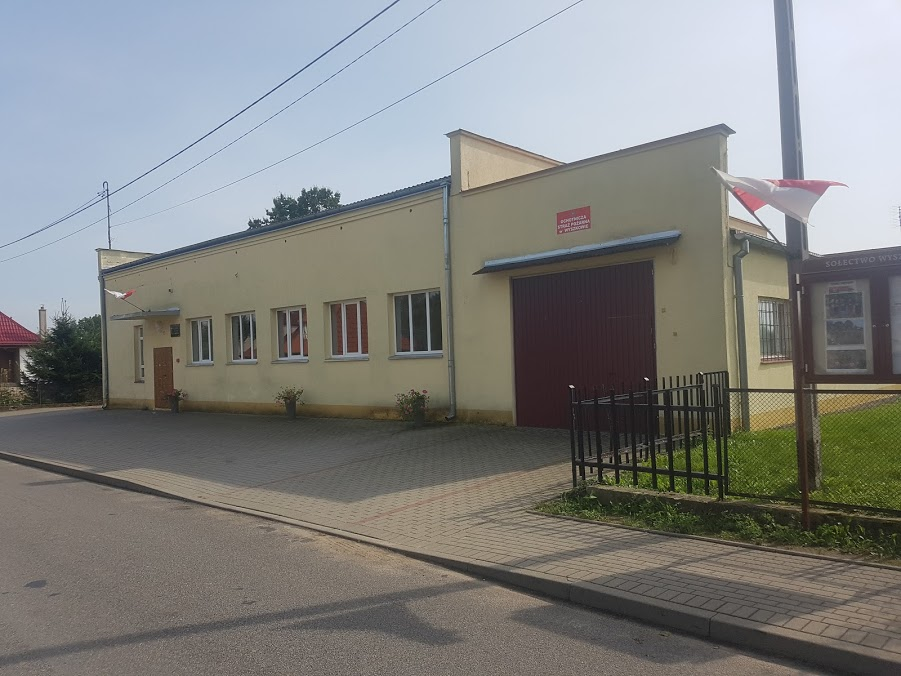
St.-Florian-Kapelle in Wyszkowo

- Gotlieb Richard Rahn, 1890–1927
- Otto Heinrich Kumutat, 1927–1945

### Römisch-katholisch
Seit 1945 leben in Wyszkowo mehrheitlich römisch-katholische Kirchenglieder. Das Dorf ist nun Filialort der Pfarrei Zagaje (Hasselpusch) und gehört zum Dekanat Pieniężno (Mehlsack) im Erzbistum Ermland in Polen.

## Schule
In Hohenfürst bestand vor 1945 eine Schule.

## Persönlichkeiten

### Aus dem Ort gebürtig
- Fritz Fischer (* 23. September 1923), deutscher Politiker (SPD), Bürgermeister der Stadt Iserlohn († 3. August 2003)
- Hans-Ulrich Nichau (* 18. Februar 1925 in Hohenfürst), deutscher Schriftsteller, Übersetzer und Verfasser von Hörspielen († 29. August 1971)

### Mit dem Ort verbunden
- Adolf Rogge, deutscher evangelischer Theologe und Lokalhistoriker, von 1861 bis 1868 Pfarrer in Hohenfürst